# Rudolf Bechyně
Rudolf Bechyně (6. dubna 1881 Nymburk – 1. ledna 1948 Praha) byl český novinář a publicista, v počátcích člen národněsocialistické strany, posléze sociálnědemokratický politik a ministr.

## Životopis

### Před rokem 1918
Politicky aktivní byl již za Rakouska-Uherska. Původně pracoval jako strojní zámečník, ale brzo se vypracoval na novináře a národní socialisté jej vyslali do Prostějova, kde se však z něj pod vlivem Josefa Krapky a rodiny jeho nastávající Františky Hyánkové stal člen sociální demokracie. Následně od roku 1905 působil v redakci Hlasu lidu v Prostějově.

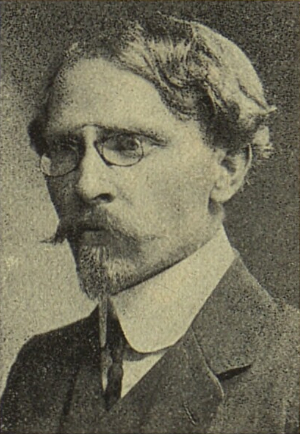
Rudolf Bechyně (1917)

Už ve třiceti letech se ve volbách do Říšské rady roku 1911 stal poslancem Říšské rady (celostátní parlament), kam byl zvolen za český okrsek Morava 10. Usedl do poslanecké frakce Klub českých sociálních demokratů. Ve vídeňském parlamentu setrval do zániku monarchie.
Za první světové války v roce 1915 byl zatčen a obviněn za velezradu. Jako řadový voják byl poslán na frontu a i když válku přežil, přinesl si z ní zdravotní problémy. Po návratu z války byl v roce 1917 vybrán do vedení sociálně demokratické strany. Koncem první světové války patřil v rámci sociálnědemokratické strany spolu s Luďkem Pikem či Gustavem Habrmanem k takzvané národní opozici, která akcentovala český národní a státoprávní zájem. Její exponenti tehdy ve straně převládli a potlačili více internacionalistický a prorakouský proud, který reprezentoval Bohumír Šmeral.

### Československým politikem
Jeho politická kariéra vyvrcholila po vzniku Československa. Ve vedení strany zůstal až do roku 1939. Byl členem takzvané Pětky, což znamená, že byl hlavním zástupcem své strany při vyjednávání v československé vládní koalici.
Patřil k výrazným politickým řečníkům. V letech 1918–1920 zasedal v Revolučním národním shromáždění. V parlamentních volbách v roce 1920 získal poslanecké křeslo v Národním shromáždění. Mandát v parlamentních volbách v roce 1925 obhájil a do parlamentu se dostal i po parlamentních volbách v roce 1929 a opět po parlamentních volbách v roce 1935. Poslanecký post si oficiálně podržel do zrušení parlamentu roku 1939, přičemž krátce předtím ještě v prosinci 1938 přestoupil do nově vzniklé Národní strany práce.
Byl několikrát jmenován ministrem a po mnoho let byl náměstkem předsedy vlády. V letech 1922–1924 působil jako ministr školství a národní osvěty MŠANO v první vládě Antonína Švehly. V období let 1925–1926 jako ministr železnic v druhé vládě Antonína Švehly. V letech 1929–1932 zastával funkci ministra pro zásobování lidu v druhé vládě Františka Udržala a potom od roku 1932 až do roku 1938 byl opět ministrem železnic v první, druhé a třetí vládě Jana Malypetra a v první, druhé a třetí vládě Milana Hodži.
V době Mnichovské krize prosazoval, aby vláda přijala de facto ultimátum předložené vládami Francie a Spojeného království. Ty požadovaly, aby Československo vyhovělo požadavku nacistického Německa na odstoupení československého území s více než 50 % německého obyvatelstva, jinak dojde k válce, za kterou bude odpovědné Československo a Francie ani Spojené království se k ní nepřipojí.

### Po roce 1939
V červenci 1939 emigroval do Anglie a zde byl zprvu členem, pak i předsedou Státní rady československé v Londýně (1940–1941).
Patřil mezi skupinu politiků, kteří v Londýně hlásali a prosazovali jednotu levicových sil a úzkou spolupráci se Sovětským svazem, což se výrazně projevilo po vstupu SSSR do války. V dubnu 1942 napsal do časopisu Nová svoboda: "Musíme si jednou jasně říci, co je nutno ze starého myšlení opustit. Domníváme se, že především je nutno opustit myšlenku absolutně svrchovaného státu." Na konci roku 1944 zpochybnil ústavnost prezidentství Edvarda Beneše a požadoval demisi exilové vlády Jana Šrámka.
Po skončení války se vrátil ve věku 64 roků do vlasti, ale nijak se již politicky neangažoval. Důvodem bylo jednak špatné zdraví, tak KSČ a Slovákům vadila jeho předválečná činnost, zbylým stranám pak konflikt s exilovým vedením v Londýně. Po jeho skonu mu byl vypraven státní pohřeb.
Jeho syn Zdeněk získal v rámci pozemkové reformy díky otcovým konexím od státu zbytkový statek a působil jako podnikatel v mlékárenství. Za druhé světové války byl důstojníkem československé západní armády, po únorovém převratu byl nejprve v roce 1949 poprvé a posléze o rok později podruhé zatčen. Po druhém zatčení byl následně ve zmanipulovaném procesu odsouzen na 14 let pro velezradu. V roce 1968 patřil mezi bývalé sociální demokraty usilující o obnovu strany.
Dcera Jarmila byla herečkou. V letech 1928–1940 a 1945–1951 působila v Národním divadle, odkud byla propuštěna týden po odsouzení svého bratra. V letech 1942–1945 byla kvůli emigraci svých příbuzných vězněna v internačním táboře ve Svatobořicích.